# Eucalyptus cerasiformis
Eucalyptus cerasiformis là một loài thực vật có hoa trong Họ Đào kim nương. Loài này được Brooker & Blaxell mô tả khoa học đầu tiên năm 1978.